# Ingi Björn Albertsson
Ingi Björn Albertsson  est un joueur puis entraîneur islandais de football né le 3 novembre 1952. Il évolue comme attaquant dans divers clubs islandais, principalement au Valur Reykjavik et il est également international islandais. Il commence une carrière dans la politique une fois les crampons raccrochés.
Il est le fils d'Albert Guðmundsson, premier joueur professionnel islandais. Il est natif de Nice, du fait de la carrière de son père qui le conduisit à l'OGC Nice entre 1952 et 1954.

## Joueur
S'il voit le jour en France, Ingi Björn retourne rapidement en Islande. Sa carrière se déroule principalement au Valur, second club le plus titré du pays, dans lequel son père avait commencé et terminé sa carrière. Il passe également quelques années au FH. 
Il se forge un solide palmarès au cours de ses vingt années de carrière. Il remporte ainsi quatre championnats, quatre coupes, et termine deux fois meilleur buteur du championnat.
Il obtient 15 sélections et marque deux buts avec l'Islande, dont il est parfois capitaine. Il participe à quelques rencontre éliminatoires des Coupes du monde 1974 et 1978.

## Entraîneur
Ingi Björn se tourne rapidement vers le management, puisqu'il prend en main ponctuellement le FH alors qu'il y est encore joueur.
Mais c'est à nouveau avec Valur qu'il connaît ses plus beaux succès, puisqu'il glane trois Coupes d'Islande d'affilée.
La suite de ses expériences est moins glorieuse, et il se retire en 1999.

## Autres
À l'instar de son père quelques années plus tôt, il s'investit également en politique. Il est notamment élu député, siégeant au parlement islandais, l'Alþing, de 1987 à 1995.
Ingi Björn Albertsson est le père d'Albert Brynjar Ingason, champion d'Islande en 2012, et de Kristbjörg Helga Ingadóttir, qui fut internationale islandaise.
Le mari de cette dernière, Guðmundur Benediktsson, qui fut également international, est désormais entraîneur.
Leur fils Albert Gudmundsson joue en 2014/2015 chez les jeunes du SC Heerenveen.

## Palmarès

### Joueur
- Valur
  - Champion d'Islande en 1976, 1978, 1980 et 1987
  - Vainqueur de la Coupe d'Islande en 1974, 1976 et 1977
  - 2 fois meilleur buteur du championnat d'Islande en 1976 et 1983

### Entraineur
- Valur
  - Vainqueur de la Coupe d'Islande en 1990, 1991 et 1992